# Cao nguyên Mộc Châu
Cao nguyên Mộc Châu thuộc thị xã Mộc Châu, tỉnh Sơn La. Cao nguyên Mộc Châu có độ cao trung bình 1.050 m so với mực nước biển, mang đặc trưng của khí hậu cận ôn đới, đất đai màu mỡ phì nhiêu, thuận lợi cho phát triển cây chè, cây ăn quả (mận hậu, đào) và chăn nuôi bò sữa.
Cao nguyên Mộc Châu cách Hà Nội khoảng 200 km theo quốc lộ 6. Người Thái, người Mông là các dân tộc thiểu số chiếm số đông ở Mộc Châu. Vào ngày 1 tháng 9 hằng năm, người Mông từ khắp vùng Tây Bắc tập trung về Mộc Châu và biến thị trấn này thành một ngày hội đặc biệt. Ở Mộc Châu, các dịch vụ du lịch còn chưa phát triển, nếu không còn khách sạn có thể thuê nhà để ở với giá rẻ.